# 푸남불루스속
푸남불루스속(Funambulus)은 다람쥐과에 속해 있는 설치류 속의 하나이다. 인도팜다람쥐 등 6종으로 이루어져 있다.

## 하위 종
- 레이어드팜다람쥐 (Funambulus layardi)
- 인도팜다람쥐 또는 세줄무늬팜다람쥐 (Funambulus palmarum)
- 닐기리팜다람쥐 또는 닐기리줄무늬팜다람쥐 (Funambulus sublineatus)[5]
- 검은팜다람쥐 (Funambulus obscurus)
- 정글팜다람쥐 (Funambulus tristriatus)
- 북부팜다람쥐 또는 다섯줄무늬팜다람쥐 (Funambulus pennantii)